# مارکو ویلا
مارکو ویلا (انگلیسی: Marco Villa؛ زادهٔ ۸ فوریهٔ ۱۹۶۹) دوچرخه‌سوار اهل ایتالیا است.
از افتخارات وی میتوان به کسب مدال برنز در بخش مدیسون بازی‌های المپیک تابستانی ۲۰۰۰ اشاره کرد.